# 22348 Schmeidler
22348 Schmeidler este un asteroid din centura principală, descoperit pe 24 septembrie 1992, de Lutz Schmadel și Freimut Börngen.